# Adrien-Henri de Jussieu
Adrien-Henri de Jussieu (Paris, 23 de dezembro de 1797 — Paris, 29 de junho de 1853) foi um  médico e botânico francês.

## Biografia
Era filho do botânico Antoine Laurent de Jussieu. Após seus estudos de medicina em Paris ( 1824),  substituiu seu pai na cátedra de botânica do Jardim das Plantas de Paris em 1826.
A sua tese foi sobre as  Euphorbiaceae: De euphorbiacearum generibus medicisque earumdem viribus tentamen.  Esta tese é seguida por numerosos trabalhos sobre as  Rutáceas, as Meliaceae, as Malpighiaceae, e outras famílias botânicas.
Foi aceito em 8 de agosto de 1831 como membro da Academia das Ciências da França.
Em 1839, publicou  Recherches sur la structure des plantes monocotylédones e sobretudo seu  Cours élémentaire de botanique  que será utilizado por gerações de estudantes.
Em 1845, substituiu como professor de organografia   vegetal  na Sorbonne,  Étienne Geoffroy Saint-Hilaire. No mesmo ano, publicou a sua  Géographie botanique. Em 1846, publicou em Paris a obra Géographie botanique. Além dos livros produziu diversas monografias, sendo o mais notável o referente a família das Malpighiaceae.
Em 1853, assume como  presidente da Academia das Ciências.
A sua referência botânica é abreviada geralmente como   Adr. Juss. , e também às vezes como  A. Juss..
O asteróide 9470 Jussieu  foi nomeado para homenagear a família Jussieu.

## Obras
- Cours élémentaire de botanique Paris. (1845)
- Géographie botanique Paris. (1845)